# Euphydryas cynthia alpicola
Az Euphydryas cynthia alpicola a rovarok (Insecta) osztályának lepkék (Lepidoptera) rendjébe, ezen belül a tarkalepkefélék (Nymphalidae) családjába tartozó havasi tarkalepke (Euphydryas cynthia) alfaja.

## Előfordulása
Az Euphydryas cynthia alpicola a Tengeri-, valamint a savoyai Alpoktól a nyugati- és a középső Alpokig megtalálható, csupán a fahatár feletti részeken, 2000-3000 méter között. Az Alpokban és előhegységeiben gyakori lepke.

## Megjelenése
Az Euphydryas cynthia alpicola felül erőteljesebben sötét befuttatású, mint a törzsfaj, a havasi tarkalepke.

## Életmódja
Az Euphydryas cynthia alpicola májustól augusztus közepéig repül.